# Thorold Rogers
James Edwin Thorold Rogers, född 23 mars 1823 i West Meon, Hampshire, död 13 oktober 1890 i Oxford, var en brittisk nationalekonom.
Rogers blev först Master of Arts i Oxford, prästvigdes sedermera och verkade som präst inom högkyrkan, men blev efter en tid universitetslärare och 1859 professor vid King's College i London. Han innehade denna professur till sin död, bestred 1862-1867 en nationalekonomisk professur i Oxford, men fick vid förnyad tillsättning av densamma träda tillbaka för Bonamy Price, vars efterträdare han blev två år före sin död. År 1870 blev han formellt befriad från sina prästlöften efter införandet av en lag som möjliggjorde detta. Under några år på 1880-talet var han liberal medlem av underhuset. Han var nära förbunden med Richard Cobden och stod, särskilt i yngre år, under visst inflytande av Frédéric Bastiat, opponerade sig mot David Ricardos pessimistiska uppfattning av det ekonomiska livets utveckling, men var i övrigt avgjort klassisk nationalekonom. 
Sitt verkligt betydande arbete utförde han på den ekonomiska historiens område. Resultatet därav föreligger i det utomordentligt omfångsrika verket A History of Agriculture and Prices in England (1866-1902, sju band, det sista utgivet postumt av hans son). En förkortning av detta verk föreligger i Six Centuries of Work and Wages (två band, 1884; tredje upplagan 1890), som ytterligare förkortats till Eight Chapters on the History of Work and Wages (1895). Det stora verket, grundat på förstahandskällor, sträcker sig över tidrymden 1259-1793. Åtskilliga av hans slutsatser blev dock kritiserade, särskilt om den engelska arbetarklassens gynnsamma ställning under medeltiden och de samma klass nedtryckande inflytandena av lagstiftningen på 1600- och 1700-talen. Bland hans övriga arbeten märks en samling uppsatser, The Economic Interpretation of History (två band 1888).